# جاناربک کنجیف
جاناربک کنجیف (به قرقیزی: Жанарбек Кенжеев) زاده ۵ اوت ۱۹۸۵، کشتی‌گیر کشور قرقیزستان است. از افتخارات وی می‌توان به کسب سه مدال برنز بازی‌های آسیایی ۲۰۰۶ و بازی‌های آسیایی ۲۰۱۰ و بازی‌های آسیایی ۲۰۱۴ اشاره کرد. وی در سال ۲۰۱۶ میلادی در المپیک ۲۰۱۶ ریو در وزن ۸۵ کیلو حاضر بود در دور اول به دنیس کودلا از آلمان شکست خورد و با توجه به حذف این کشتی‌گیر در دور بعد، از دور رقابت ها کنار رفت.